# Fabrizio Hayer
Fabrizio Hayer (* 11. Mai 1969 in Wiesbaden) ist ein ehemaliger deutscher Fußballspieler.

## Karriere
Den größten Teil seiner Karriere verbrachte der Mittelfeld-Techniker „Diego“ Hayer beim damaligen Zweitligisten 1. FSV Mainz 05. Nach sieben Jahren in der 05-Jugendabteilung und vier U-18-Länderspielen im Jahr 1986 wechselte Hayer zur A-Jugend des 1. FC Kaiserslautern, von der er über die Stationen Karlsruher SC und Rot-Weiss Essen 1990 zu den Mainzern zurückkehrte. Mainz war unter Trainer Robert Jung in die 2. Liga aufgestiegen. In der Aufstiegsrunde war beim Konkurrenten Rot-Weiss Frankfurt Jürgen Klopp aufgefallen und wurde wie Hayer, Gernot Ruof, Aaron Biagioli und Steffen Herzberger zum Bruchwegstadion geholt. In der „Mammut-Runde“ 1992/93 – durch die eingegliederten Vereine des ehemaligen DDR-Verbandes hatte die Zweite Liga 24 Teilnehmer, sprich 46 Spieltage – absolvierte Hayer im zentralen Mittelfeld 44 Spiele und erzielte acht Tore. Vor der Runde waren vom Absteiger Rot-Weiß Erfurt als neuer Trainer Josip Kuže und der erfahrene Mittelfeldspieler Željko Buvač an den Bruchweg gekommen. Hayer spielte zunächst bis 1994 und nach drei Jahren beim SV Waldhof Mannheim von 1997 bis 1999 für Mainz 05.
Unter Trainer Ulrich Stielike verpasste der SV Waldhof mit Hayer 1994/95 mit einem Punkt Rückstand zu Fortuna Düsseldorf als Tabellenfünfter den Aufstieg in die Bundesliga. In 31 Ligaspielen hatte er neun Tore erzielt. Zusammen mit Michael Zeyer und Norbert Hofmann bildete er in der Regel das kombinationssichere Waldhof-Mittelfeld. Nach der Abstiegssaison 1996/97 – Hayer hatte in 30 Spielen sieben Tore erzielt und beim Waldhof hatten mit Klaus Schlappner, Günter Sebert und Uwe Rapolder drei Trainer vergebens versucht, die Klasse zu halten – kehrte Hayer zur Saison 1997/98 nach Mainz zurück.
Von 1997 bis 1999 absolvierte der Techniker im Mittelfeld unter den Trainern Reinhard Saftig, Dietmar Constantini und Wolfgang Frank 50 Ligaspiele für Mainz 05, in denen er zwei Tore erzielte. Im ersten Jahr, 1997/98, ging es um den Klassenerhalt, im zweiten Jahr wurde der siebte Rang belegt.
Bei Rot-Weiß Oberhausen erlebte er in seinem Debütjahr 1999/00 mit dem sechsten Rang die beste Platzierung. Nach vier Jahren mit insgesamt 72 Ligaspielen und fünf Toren wechselte Hayer in die Regionalliga zu Preußen Münster, in der Winterpause 2004/05 weiter zum SSV Jahn Regensburg. Insgesamt absolvierte Hayer 358 Zweitligaspiele, in denen ihm 52 Tore gelangen. Für den KSC spielte er zweimal in der Bundesliga. Im DFB-Pokal kam er 19-mal zum Einsatz (drei Tore). Zuletzt spielte Hayer im Herbst 2005, ehe er wegen einer Knieverletzung langfristig ausfiel. Sein Vertrag in Regensburg wurde nicht verlängert. Nach seinem Karriereende bot ihm der FC Ingolstadt 04 einen Posten als Co-Trainer an, Hayer lehnte dieses Angebot aber ab.
Von 2007 bis 2020 betrieb er mit seiner Frau ein Hotel-Restaurant im Ingelheimer Stadtteil Heidesheim.